# Ivan Bilibine
Ivan Iakovlevitch Bilibine (Иван Яковлевич Билибин, 1876-1942) est un peintre russe, illustrateur de livres et décorateur de théâtre, membre de l’association Le Monde de l’Art (Mir iskousstva / Мир искусства).

## Biographie

### De 1876 à la révolution de 1917
Ivan Bilibine est né le 4 août 1876 (16 août dans le calendrier grégorien) dans le village de Tarkhovo, près de Saint-Pétersbourg ; il est le fils d’un médecin militaire et appartient à une vieille famille russe, déjà mentionnée à l'époque d'Ivan le Terrible. Il effectue ses études au Premier gymnasium classique de Saint-Pétersbourg, puis à la faculté de droit de l’Université impériale et à l'école de dessin de la Société pour l'encouragement des arts. En 1898, il étudie dans l’atelier du peintre Anton Aschbe à Munich, puis pendant trois ans dans l’atelier-école de la princesse Tenicheff (Мария Клавдиевна Тенишева), sous la direction du peintre Ilia Répine qui l'influencera durablement. Il vit principalement à Saint-Pétersbourg. Après une formation auprès de l’association Le Monde de l’Art, il en devient un membre actif. L'exposition, en 1898-1899, du peintre Viktor Vasnetsov sera déterminante dans ses inspirations.

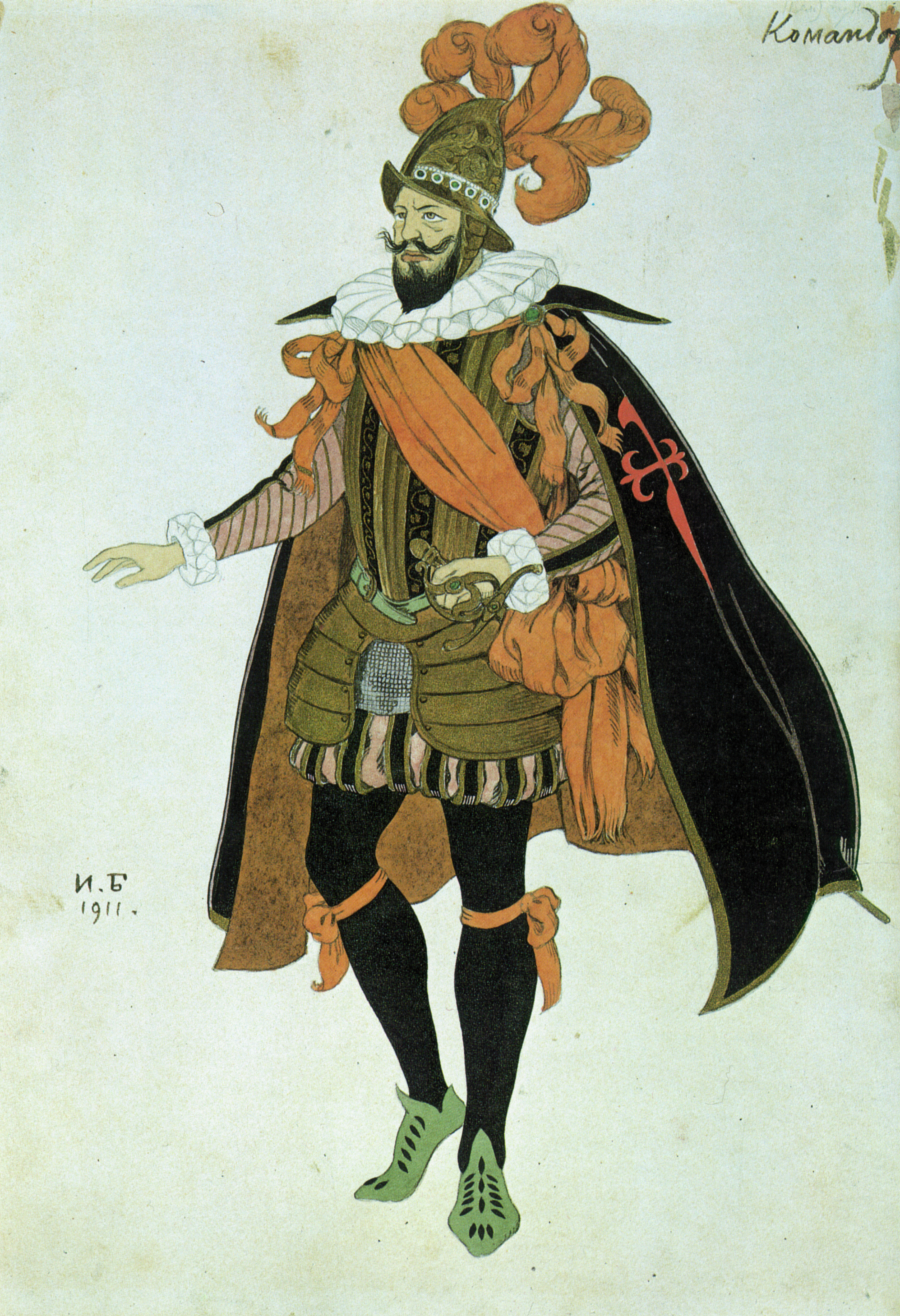
Esquisse pour le costume du Commandeur dans Fuenteovejuna de Lope de Vega (1911)

En 1899, Bilibine arrive par hasard dans le village d'Egna, dans le gouvernement de Tver. Inspiré à la fois par la nature et par l'atmosphère de culture populaire, il y réalise pour la première fois des illustrations dans ce qu’on appellera plus tard le « style Bilibine » pour son premier livre, Le Conte d’Ivan-Tsarévitch, de L’Oiseau de feu et du Loup gris, publié en 1901 par l'imprimerie d'État Goznak. Suivront, dans la même collection, La Princesse-Grenouille, Vassilissa-la-très-belle, La Plume de Finist Fier-Faucon, Maria des mers, Sœur Alionouchka et frère Ivanouchka et Blanche-Canette, de 1901 à 1903.
De 1902 à 1904, Bilibine voyage dans les gouvernements de Vologda, Olonets et Arkhangelsk. Il y est envoyé par le département ethnographique du Musée Alexandre III, dans le but de rassembler du matériau ethnographique (broderies, artisanat, louboks) et des témoignages photographiques sur l’architecture rurale traditionnelle russe.
Il met son talent pictural au service de l'illustration de bylines (récits épiques appartenant à la tradition orale russe), telle La Volga (1905), de contes de Pouchkine : le Conte du tsar Saltan (1907) et le Conte du Coq d’or (1910), Roslavlev (Éditions de l'Intérêt public, Общественная Польза). Lors de la première révolution russe de 1905, il produit des caricatures révolutionnaires pour diverses revues satiriques (1905), notamment pour La Poste de l'enfer.
Cependant, il réalise aussi des costumes et décors de théâtre : l’opéra Le Coq d'or de Rimski-Korsakov, en 1909 au théâtre Zimina de Moscou, reprend le style des contes de fée avec des motifs ornementaux dans le style russe ancien.
Dans l’esprit du mystère français, se situe le Miracle de Saint Théophile (1907), un drame religieux médiéval ; de l’Espagne du XVIIe siècle, des esquisses de costumes inspirées pour le drame de Lope de Vega Fuente ovejuna (en français Font-aux-Cabres), pour le drame de Calderón Le Purgatoire de Saint Patrice – mise en scène de l'Ancien Théâtre en 1911. Un souffle satirique anime le vaudeville de G. Sologoub Honneur et vengeance, mis en scène par Bilibine en 1909.
On trouve des vignettes, culs-de-lampe, couvertures et autres travaux de Bilibine dans des revues du début du XXe siècle telles que Le Monde de l’Art (Мир Искусства, Mir iskousstva ), La Toison d’Or (Золотое Руно), dans des publications de L’Églantier (Шиповник) et des Éditions de Moscou (Московскоe Книгоиздательствo). Bilibine est notamment l'auteur de la vignette servant de label à l'Institut d'études slaves de Paris.

### L'exil et le retour en URSS

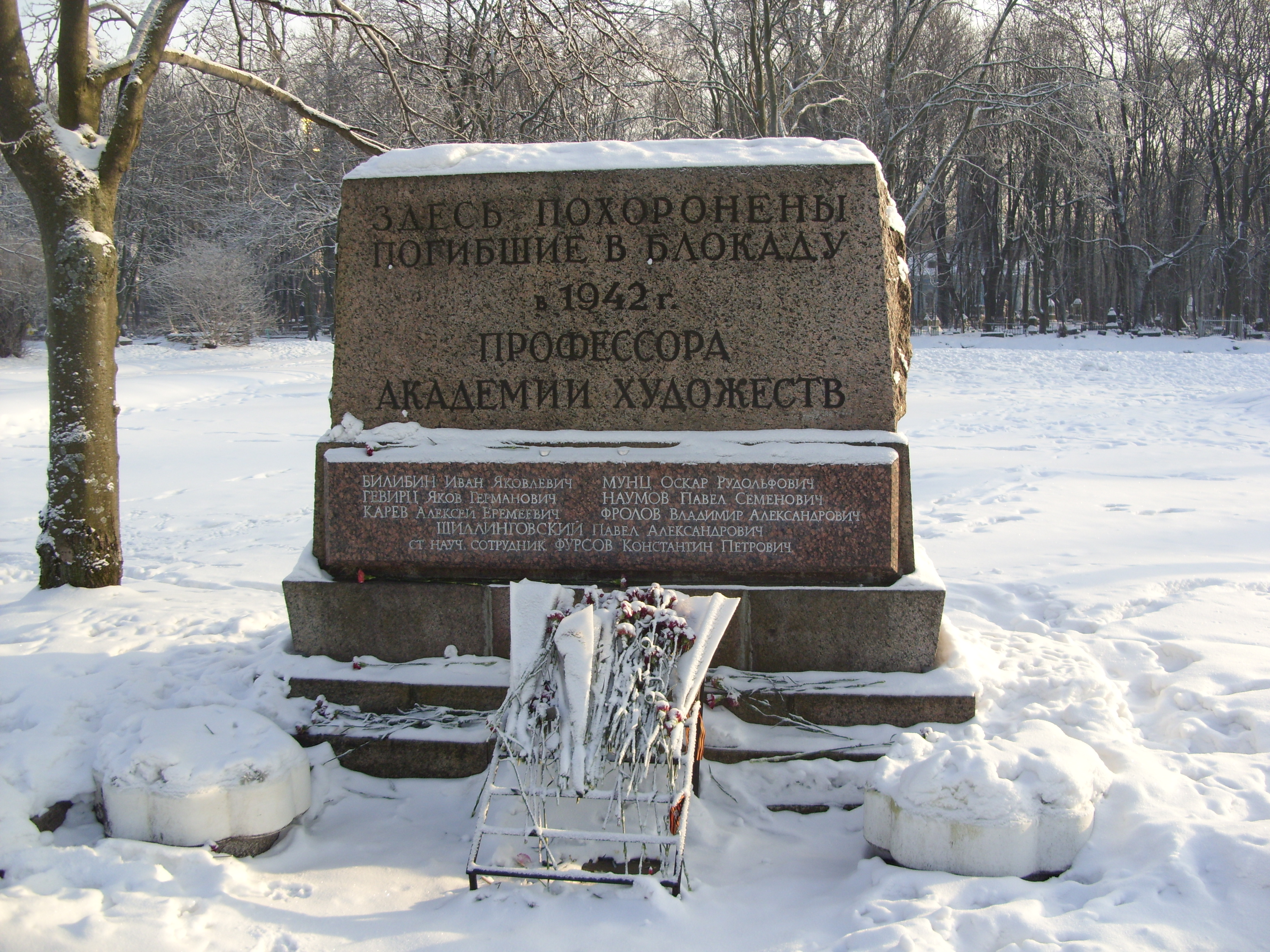
Tombe commune où est enterré Bilibine

Après la révolution russe de 1917, Bilibine, d'abord réfugié dans sa maison de Crimée, quitte la Russie. À partir de 1920 il vit d’abord au Caire, puis à Alexandrie, avant de s'installer en 1925 à Paris, où il travaille pour les maisons d'édition françaises (Flammarion, Boivin) et pour la presse des émigrés russes. À cette époque, il prépare des décors splendides pour des représentations d’opéras russes ; on invite le peintre à décorer le ballet de Stravinsky L'Oiseau de feu à Buenos-Aires et une série d’opéras à Brno et à Prague. Il a des expositions personnelles à Prague en 1927 et à Amsterdam en 1929, et participe à de nombreuses expositions d'art russe.
En 1932 il illustre, pour la maison d'édition « Boivin et Cie », l'ouvrage de Jeanne Roche-Mazon « Les contes de la couleuvre ». Bilibine place l'héroïne en costume et coiffe du Sud-Finistère parmi les rochers de Ploumanac'h. L'oratoire vers lequel elle prie est inspiré de celui de Saint-Guirec à Perros-Guirec.
Les années passant, il se réconcilie avec le pouvoir soviétique. En 1935-1936, il participe à la décoration de l’ambassade d’Union soviétique à Paris avec le panneau monumental Mikoula Selianinovitch.
Au cours de la même année 1936, le peintre retourne ensuite dans son pays natal sur le vapeur Ladoga et s’établit à Léningrad. Bilibine enseigne à l’Académie pan-russe de peinture (Всероссийская Академия художеств), tout en continuant à travailler comme illustrateur et comme peintre de décors de théâtre.
Bilibine meurt de faim pendant le blocus de Léningrad, le 7 février 1942, à l’hôpital de cette académie. Sa dernière œuvre aura été une étude pour l’illustration de la byline Le Duc Stepanovitch (Дюк Степанович), en 1941. Bilibine est enterré dans la tombe commune des professeurs de l’Académie, en bordure du cimetière dit « de Smolensk ».

## Le «style Bilibine»
La caractéristique du style de Bilibine est la représentation graphique. Bilibine commençait son travail sur un dessin par une esquisse de la composition à venir. Des lignes noires ornementales délimitent nettement les plages de couleurs (technique inspirée du vitrail), ajoutant du volume et de la perspective aux aplats. Le remplissage à l’aquarelle du dessin en noir et blanc ne fait que souligner les lignes initiales de contour. Pour l’encadrement des dessins, Bilibine utilise généreusement les motifs ornementaux.
Pour l'évocation des paysages illustrant les contes russes, Bilibine associe une composante décorative et symbolique, indépendante du sujet proprement dit et servant de toile de fond, et une autre campant le décor spécifique de l'histoire : cette association caractérise le style moderne, russe aussi bien qu'occidental.
Il est le premier dans l'histoire du livre russe à avoir réussi une synthèse des principes de la peinture et de ceux de l'art graphique imprimé. La fermeté de son trait lui avait valu le surnom d'Ivan Main-de-fer.
On a relevé chez lui des influences telles que celle de l'illustrateur britannique Aubrey Beardsley, mais aussi des artistes graphiques français de l'époque (Boutet de Monvel) ou encore de la gravure japonaise (Hokusai).

## Ouvrages en langue française illustrés par Bilibine
- Contes de l'Isba, éditions Boivin & Cie, 1931.

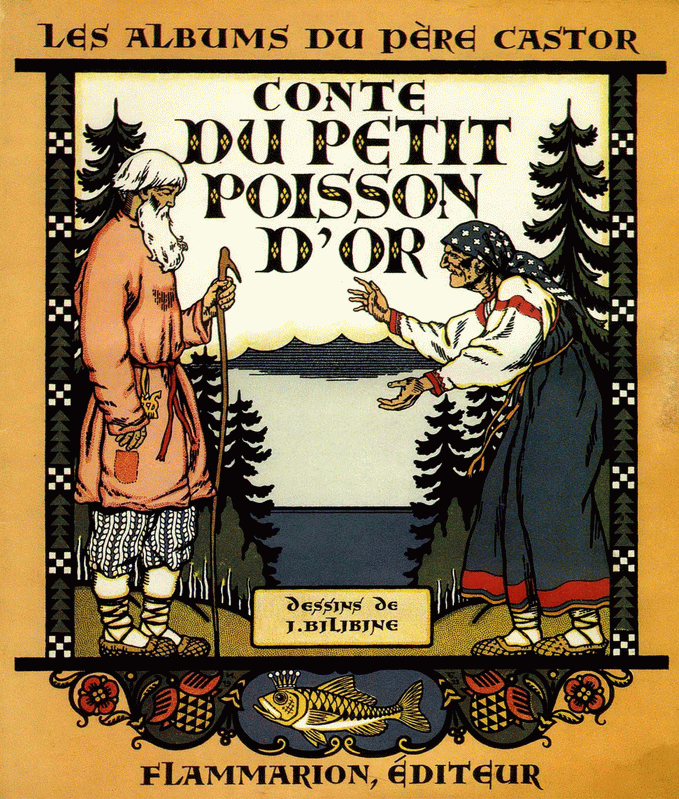
Le Conte du petit poisson d'or de Rose Celli, album du Père Castor

- Rose Celli : Le Conte du petit poisson d'or, Flammarion, album du Père Castor, 1933. Il a été réédité en 1943 puis en 2005 par l'association des Amis du Père Castor. (Dans les éditions plus récentes, les illustrations sont de Pierre Belvès).
- Marguerite Reynier : Le Tapis volant, Flammarion, album du Père Castor, 1935. Il a été réédité en 1943 puis en 2005 par l'association des Amis du Père Castor.
- Andersen : La Petite Sirène, Flammarion, album du Père Castor, 1937. Réédité en 2005 par l'association des Amis du Père Castor.
- Pouchkine Le conte du Coq d'or, Paul Radzievsky/ Editions Déesse, 1978
- Les six fascicules de contes publiés par le Goznak de 1901 à 1903 sont parus en français en 1981, avec la traduction de 1976 de Luda et les illustrations originales de Bilibine, imprimés par le Goznak à Moscou pour les Éditions la farandole, sous les titres suivants  (ISSN 0150-4096) :
  - L'Oiseau de feu – conte d'Ivan-tsarévitch, de l'oiseau de feu et du loup gris
  - La Princesse-Grenouille
  - Vassilissa-la-très-belle
  - La Plume de Finist - Fier Faucon
  - Maria des Mers
  - Grande-Sœur et Petit-Frère ; Blanche Canette.

## Œuvres choisies

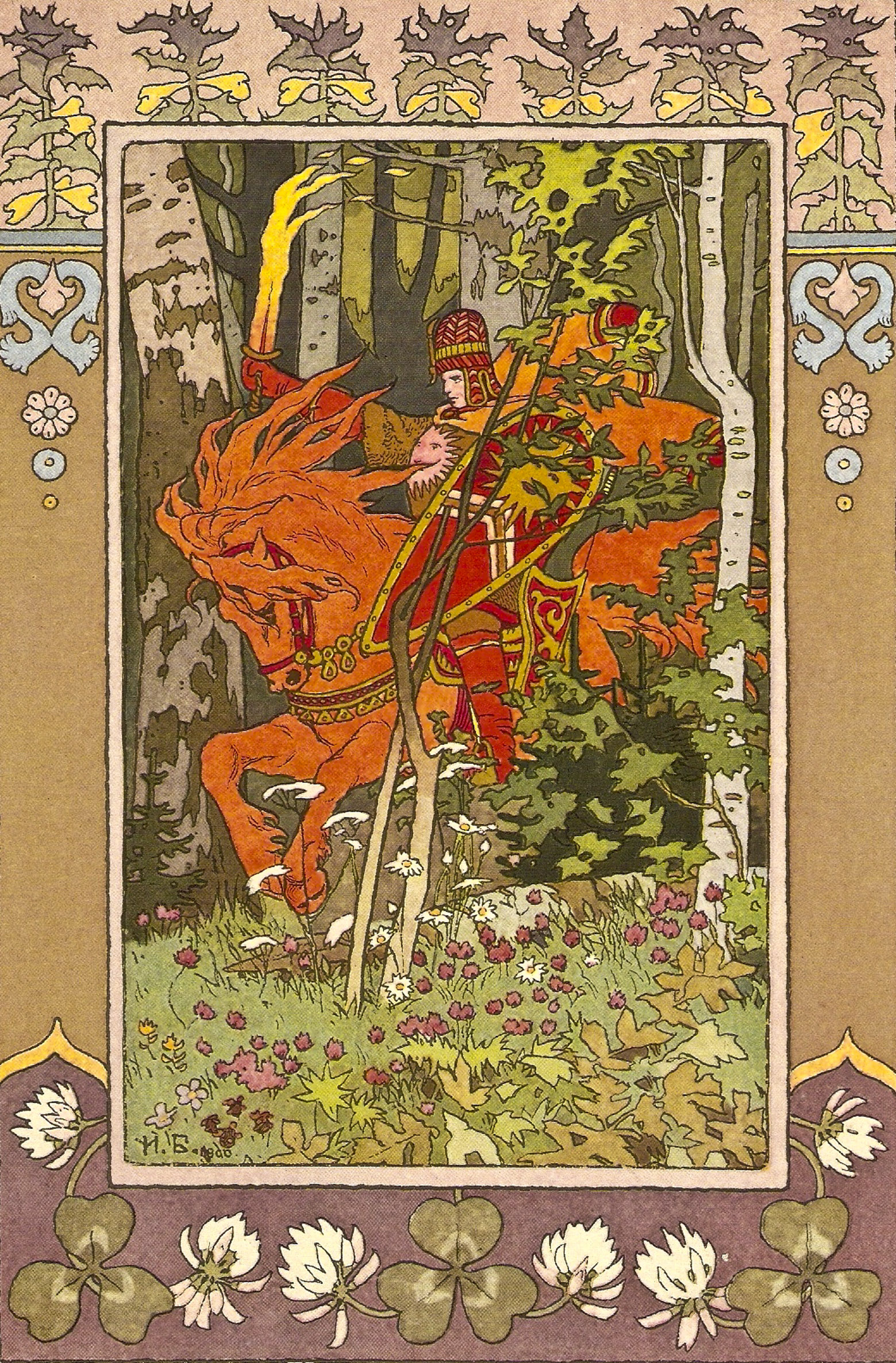
Le Cavalier rouge (Vassilissa-la-très-belle) 1899
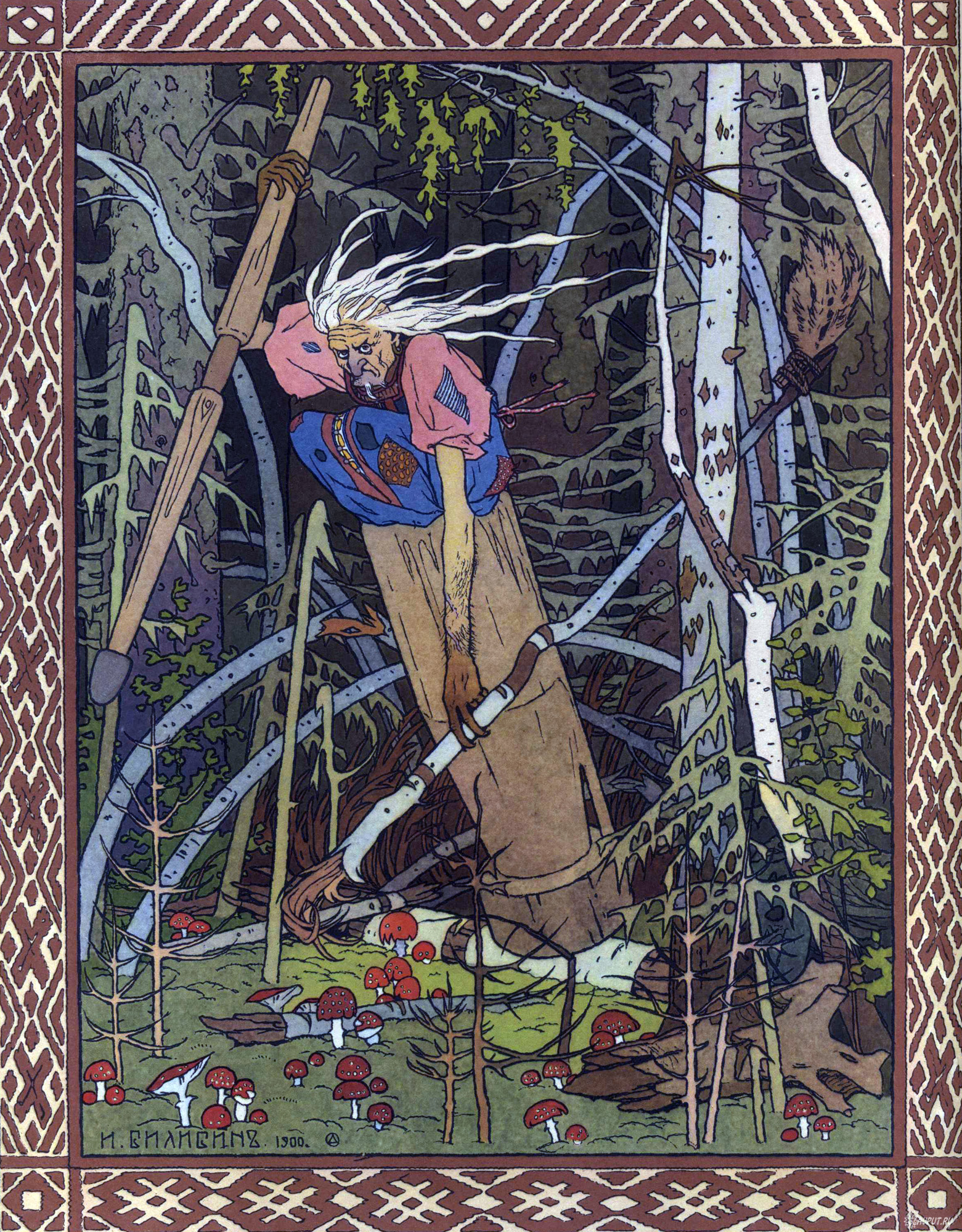
Baba Yaga (Vassilissa-la-très-belle) 1899
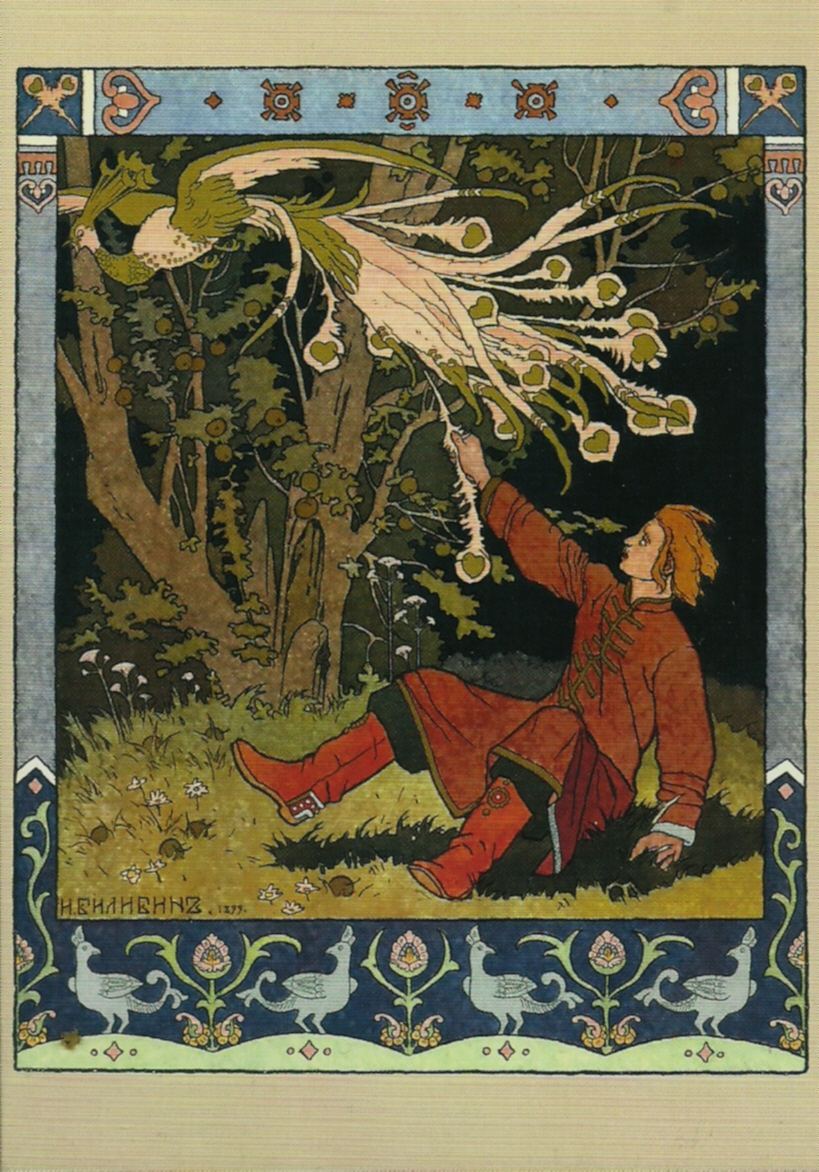
Ivan-Tsarévitch et l'Oiseau de feu 1899
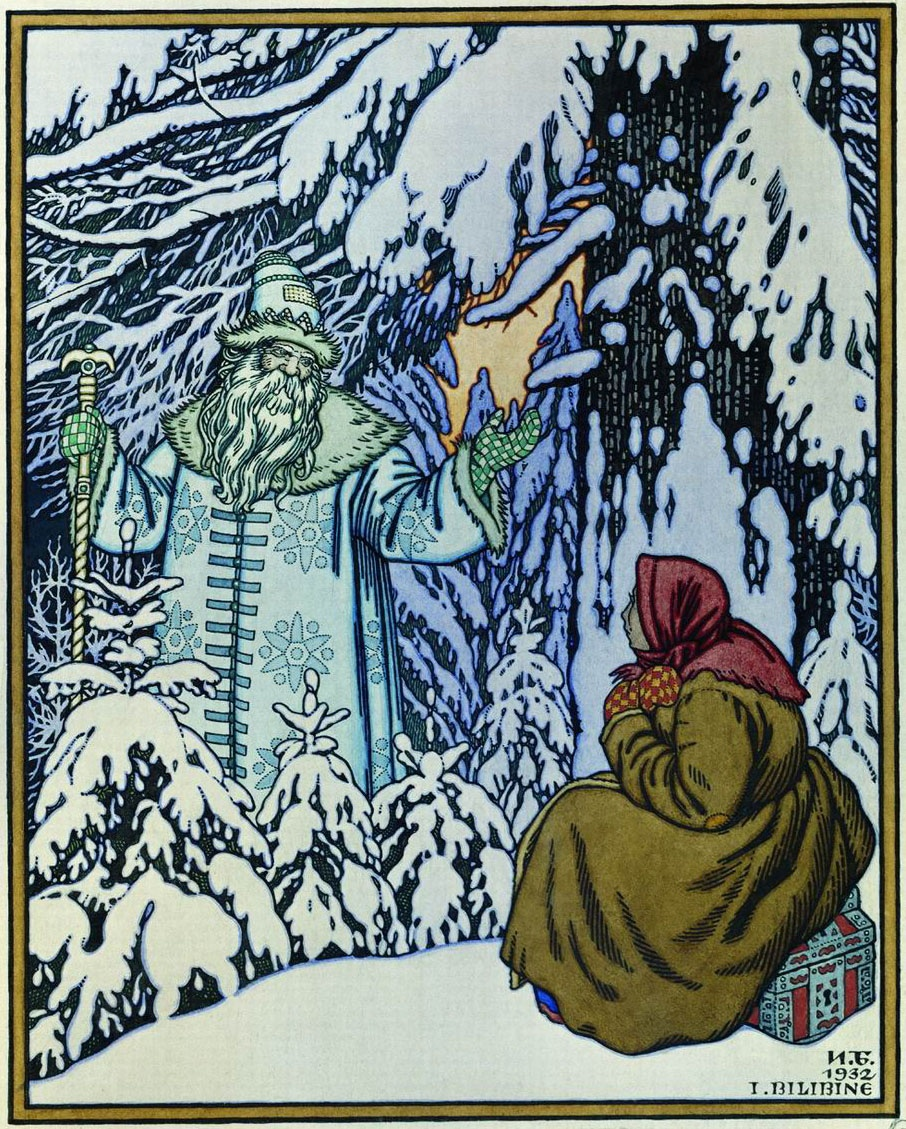
Morozko (le Père Frimas)
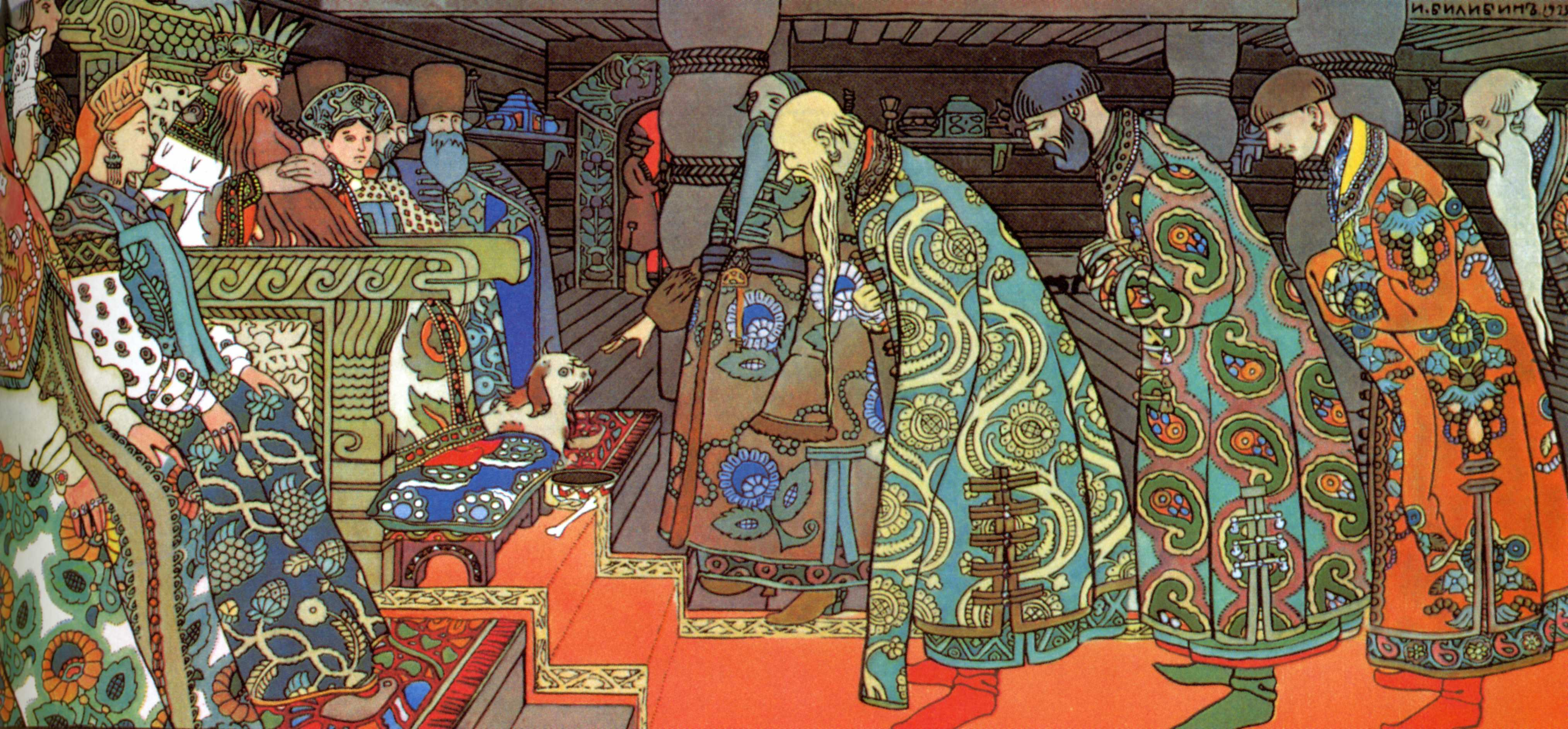
Les marchands (Tsar Saltan) 1905
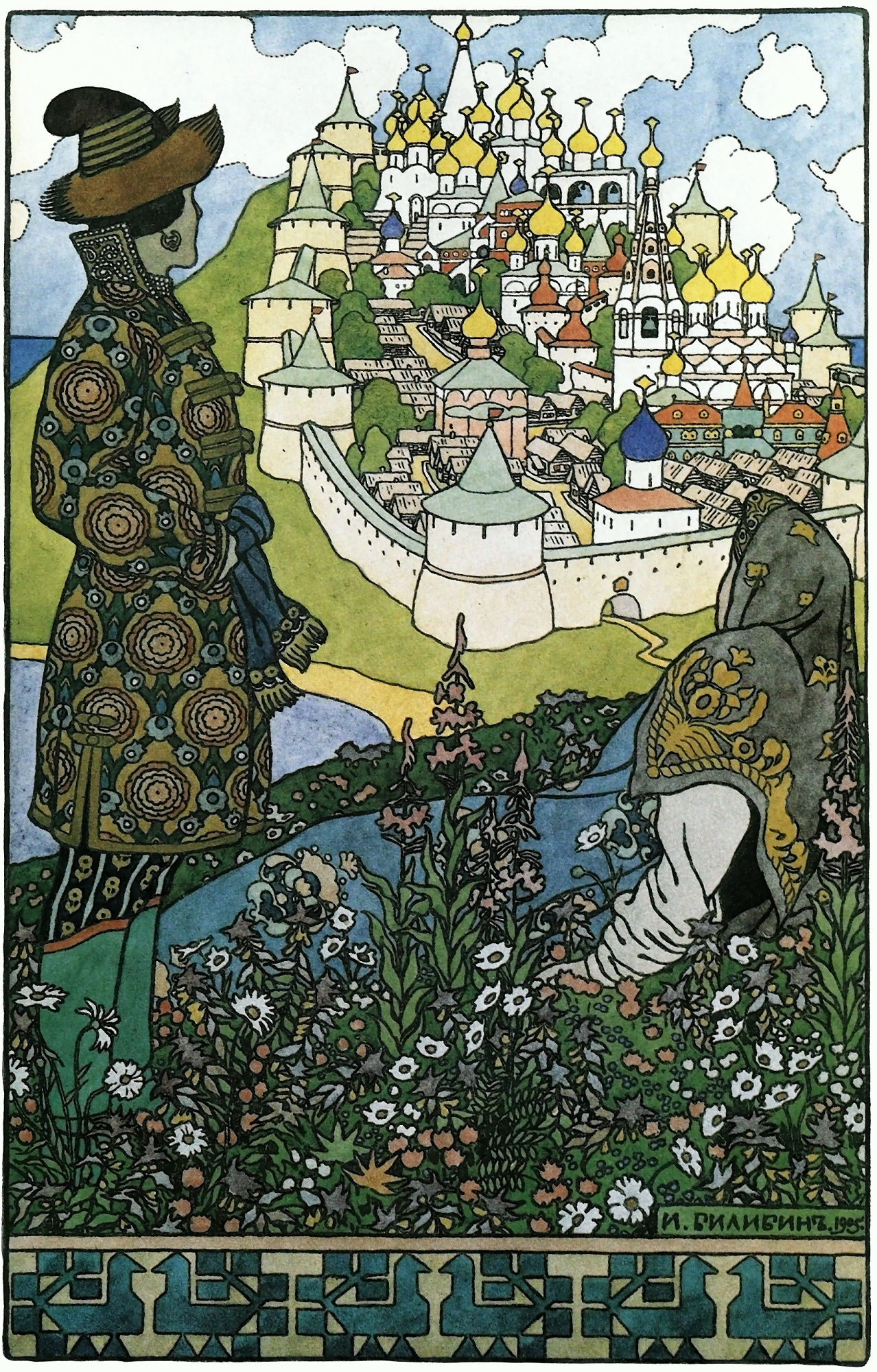
L'Île Bouïane (Tsar Saltan) 1905
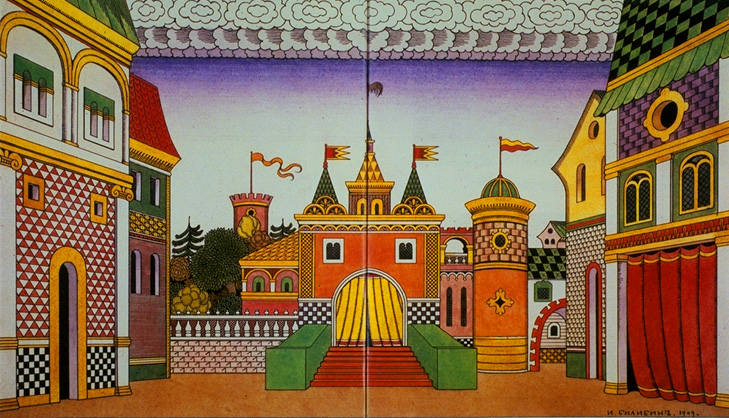
Le Coq d'or 1909
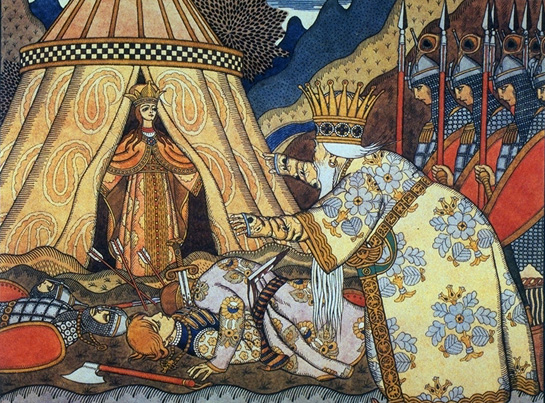
Le Coq d'Or 1909
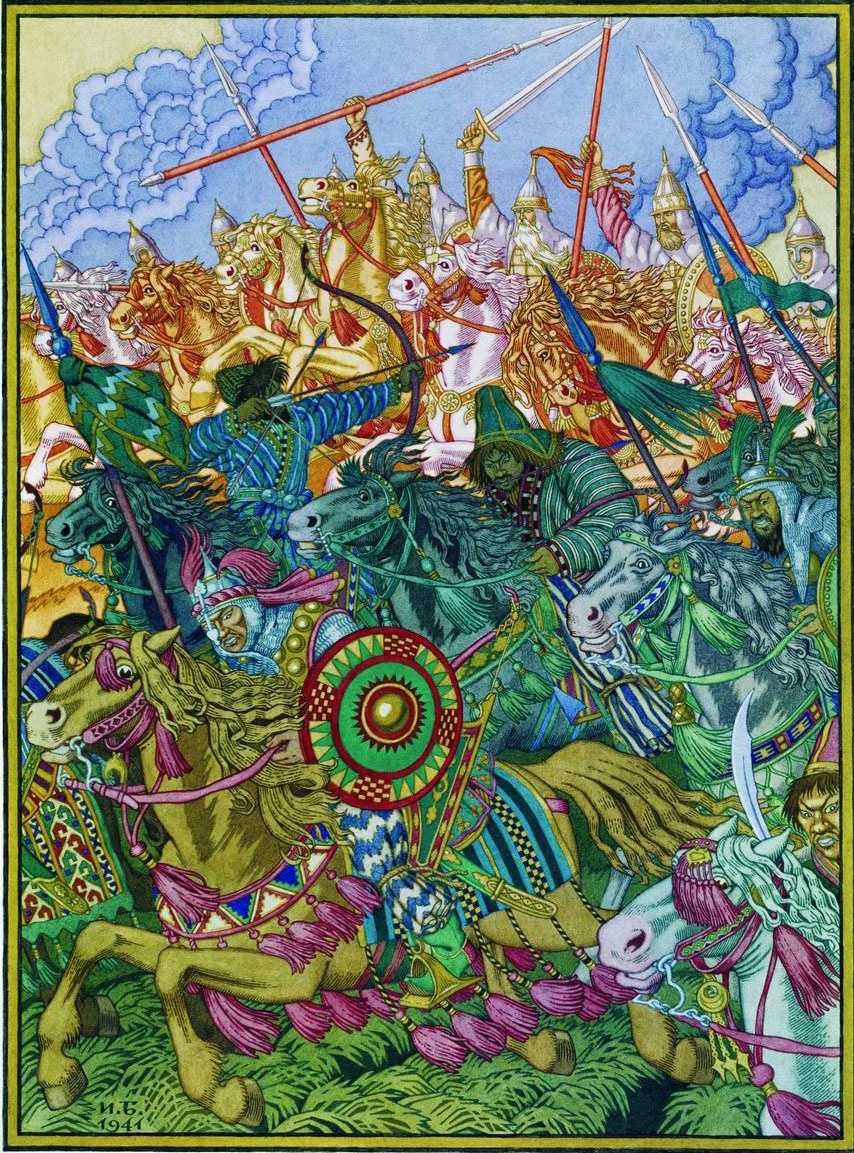
Le Dit de la campagne d'Igor
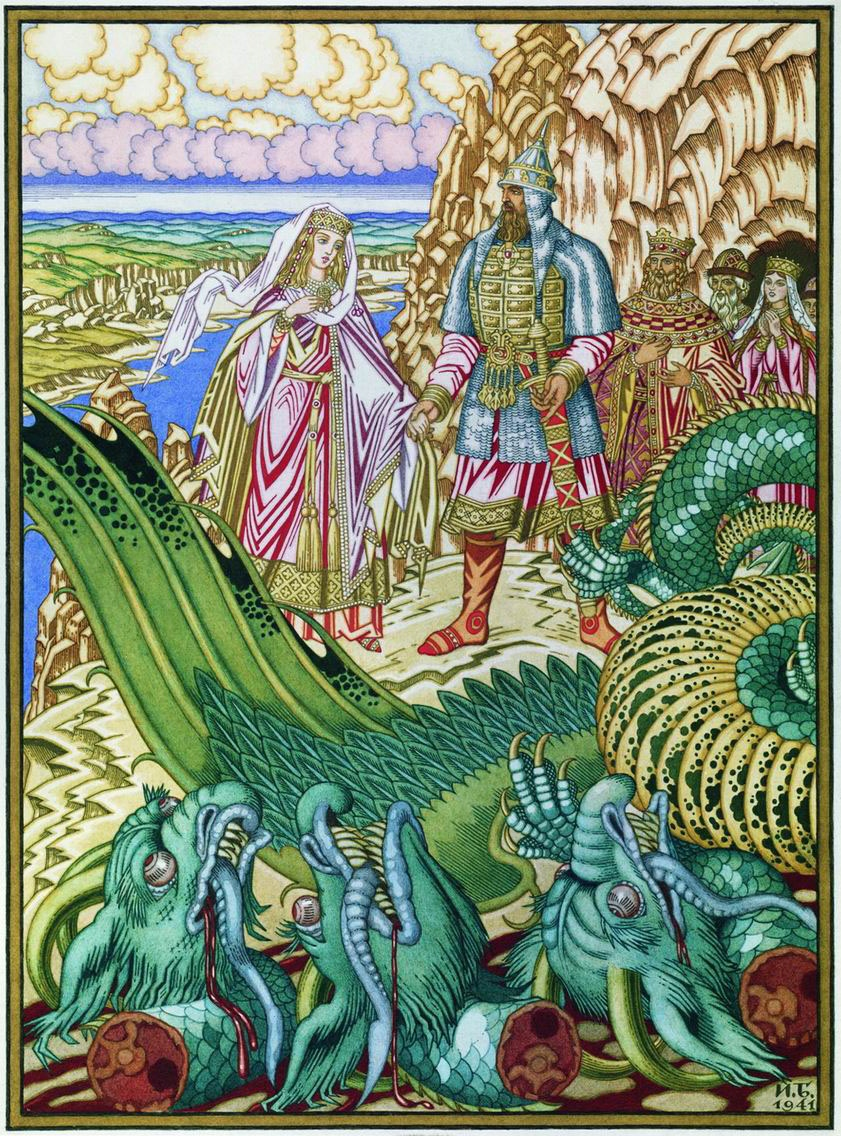
Dobryna Nikititch
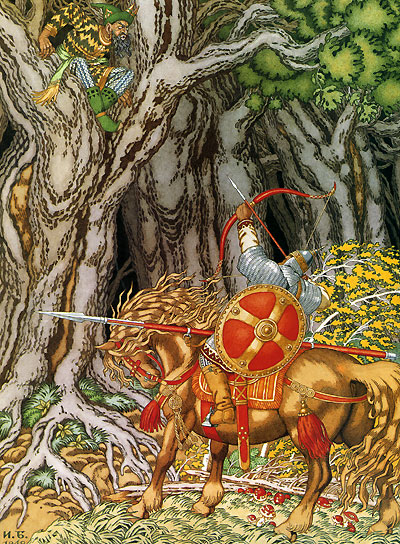
Ilya de Mourom et le Rossignol-Brigand
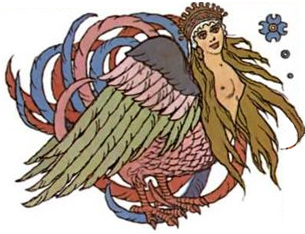
Alkonost (oiseau de paradis)
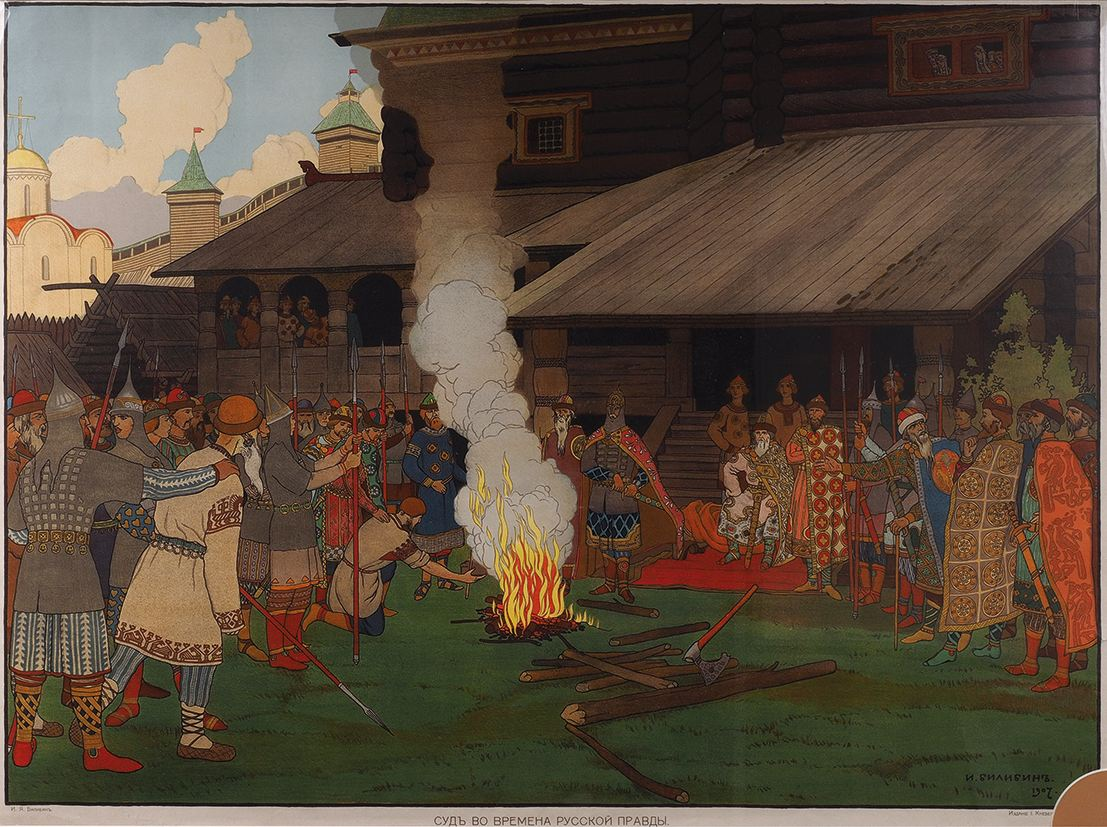
La Justice des Rus
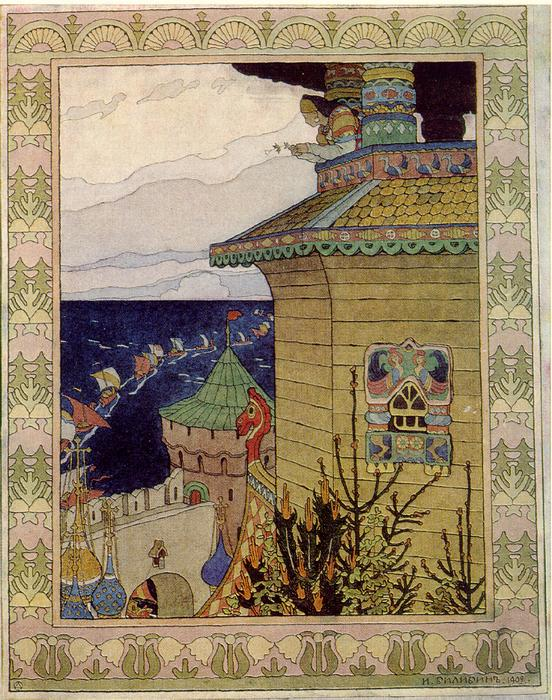
Blanche-Canette
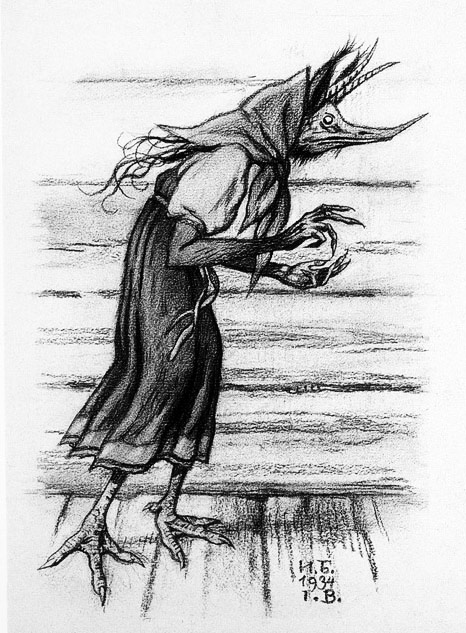
Kikimora 1934
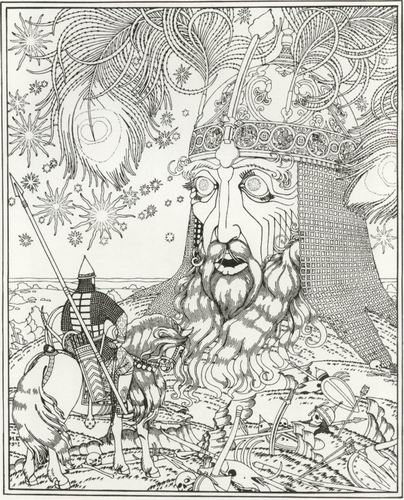
Rouslan et Ludmila (Pouchkine)

## Sources
- (ru) Cet article est partiellement ou en totalité issu de l’article de Wikipédia en russe intitulé « Билибин, Иван Яковлевич » (voir la liste des auteurs).